# Daphnusa ailanti
Daphnusa ailanti — вид лускокрилих родини бражникові (Sphingidae).

## Поширення
Ендемік індонезійського острова Сулавесі.